# جيم بوروز
جيم بوروز هو سياسي أسترالي، ولد في 12 فبراير 1899 في إيدزفولد في أستراليا، وتوفي في 17 أغسطس 1970 في جلادستون في أستراليا. نشط حزبياً في Queensland Labor Party ‏. وقد انتخب عضو المجلس التشريعي لولاية كوينزلاند ‏.